# Идрисов, Нух Идрисович
Нух Идрисович Идрисов (1918, деревня Битлянгур, Таканышский (ныне Кукморский район) Татарстана — 27 июля 1944 года, ныне Суоярвский район Карелии, около озера Толвоярви) — лейтенант, командир взвода 1070-го стрелкового полка 313-й стрелковой Петрозаводской дважды Краснознаменной орденов Суворова и Кутузова дивизии, татарский поэт.

## Биография
С 12 лет работал в колхозе — был почтальоном, заведующим складом, бригадиром, секретарём комсомольской ячейки колхоза.
В 1938 году был назначен председателем колхоза имени Ворошилова. Во время срочной службы в армии работал на строительстве города на востоке СССР. Член ВКП(б) с января 1943 года.
Участник Великой Отечественной войны, Карельский фронт
В боях за высоту 216,0, в районе озера Толвоярви, 27 июля 1944 года закрыл телом амбразуру вражеского дота.
Был посмертно награждён орденом Отечественной войны первой степени.
В 1982 году была найдена могила героя, перезахоронен в посёлке Вегарус Республики Карелия.

## Память
- 26 июля 1987 года улица Парк в городе Суоярви переименована в улицу Нуха Идрисова, также его именем назван переулок в посёлке Кукмор.
- Обелиск Н. Идрисову установлен в 1982 г. недалеко от озера Кескин-Кари-Ярви в Карелии, у центральной дороги Яглоярви-Ало-Вискиярви, у озера Микитало. На пьедестале знака — барельеф Н. Идрисова и доска со словами: «Здесь, в районе Яглоярви, 27 июля 1944 года повторил… подвиг А. Матросова Нух Идрисович Идрисов»[4][5]
- О Нухе Идрисове написана книга писателя Шагинура Мустафина «Мы пришли сюда победить!», Казанским телевидением была снята передача «По следам героев», киностудией «Батырлык» — фильм «Батырлык картаймый»
- В Нижнеискубашской средней школе имени Нуха Идрисова создан в 1991 году музей Нуха Идрисова[6].